# Communauté de communes Vivarhône
Die Communauté de communes Vivarhône ist ein ehemaliger französischer Gemeindeverband mit Rechtsform einer Communauté de communes im Département Ardèche. Er lag am Nordende des Départements und hatte seinen Verwaltungssitz in dem Ort Peaugres. Der im November 2002 gegründete Gemeindeverband bestand aus 11 Gemeinden auf einer Fläche von 78,1 km2.

## Aufgaben
Zu den vorgeschriebenen Kompetenzen gehörten die Entwicklung und Förderung wirtschaftlicher Aktivitäten und des Tourismus sowie die Raumplanung auf Basis eines Schéma de Cohérence Territoriale. Der Gemeindeverband bestimmte die Wohnungsbaupolitik. Er betrieb die Abwasserentsorgung (teilweise), die Straßenmeisterei und die Müllabfuhr und -entsorgung.

## Historische Entwicklung
Mit Wirkung vom 1. Januar 2017 fusionierte der Gemeindeverband mit der Communauté d’agglomération du Bassin d’Annonay und bildete so die Nachfolgeorganisation Annonay Rhône Agglo.

## Ehemalige Mitgliedsgemeinden
Folgende 11 Gemeinden gehörten der Communauté de communes Vivarhône an:
| Gemeinde                  | Einwohner 1. Januar 2022 | Fläche km² | Dichte Einw./km² | Code INSEE | Postleitzahl |
| ------------------------- | ------------------------ | ---------- | ---------------- | ---------- | ------------ |
| Bogy                      | 471                      | 7,0        | 67               | 07036      | 07340        |
| Brossainc                 | 261                      | 4,4        | 59               | 07044      | 07340        |
| Charnas                   | 918                      | 5,4        | 170              | 07056      | 07340        |
| Colombier-le-Cardinal     | 335                      | 2,5        | 134              | 07067      | 07430        |
| Félines                   | 1.874                    | 14,0       | 134              | 07089      | 07340        |
| Limony                    | 817                      | 7,2        | 113              | 07143      | 07340        |
| Peaugres                  | 2.353                    | 14,4       | 163              | 07172      | 07340        |
| Saint-Désirat             | 876                      | 7,3        | 120              | 07228      | 07340        |
| Saint-Jacques-d’Atticieux | 279                      | 5,0        | 56               | 07243      | 07340        |
| Serrières                 | 1.074                    | 4,0        | 269              | 07313      | 07340        |
| Vinzieux                  | 520                      | 6,9        | 75               | 07344      | 07340        |